# Museum Deelen
Museum Deelen (ook bekend als: Museum Vliegbasis Deelen) is een museum in Deelen.
Het museum richt zich op de geschiedenis van Vliegbasis Deelen. Het museum richt zich daarnaast ook op de luchtoorlog die ten tijde van de Tweede Wereldoorlog ontstond.